# Elizabeth Fulhame
Elizabeth Fulhame (Escòcia, s. XVIII - ???) fou una química escocesa de família culta, membre honorària de la Societat Química de Filadèlfia.
Entre les seves obres va transcendir l'Assaig sobre la combustió (1794), el propòsit del qual era trobar aplicacions pràctiques als seus experiments. No obstant això, va dedicar la seva vida a la química teòrica. Fulhame rebutjava en part la teoria de la combustió de Lavoisier i la teoria del flogist. El seu llibre es va reimprimir l'any 1810.

## Recepció del seu treball
Va tornar a publicar a Alemanya i als Estats Units, els experiments de Fulhame van tornar a ser revisats en diverses revistes britàniques i van ser comentats positivament per Benjamin Thompson, comte de Rumford, i John Herschel.
Fulhame va publicar els seus experiments sobre les reduccions on havia usat aigua amb metalls en un llibre amb l'objectiu de no ser «plagiada». També va descriure el seu llibre com una obra que possiblement podria servir com a «faro per a les navegants futures» (per exemple, les dones) ocupant investigacions científiques. Lamentablement, Antoine Lavoisier va morir sis mesos abans de la publicació del seu llibre i, per tant, no va poder respondre a la seva teoria. El químic irlandès William Higgins es va queixar que ella havia ignorat el seu treball sobre la implicació de l'aigua en l'oxidació del ferro, però magnànimament va concloure: «He llegit el seu llibre amb un gran plaer, i de tot cor desitjo que el seu exemple lloable pugui ser seguit per la resta de dones».